# Дубина боје
Дубина боје, позната и као дубина бита, је или број битова који се користе за означавање боје једног пиксела или број битова који се користе за сваку компоненту боје једног пиксела. Када се говори о пикселу, концепт се може дефинисати као бит по пикселу. Када се говори о компоненти боје, концепт се може дефинисати као битови по компоненти (eng. bit per component), битови по каналу (eng. bit per channel), битови по боји (eng. bit per color), као и битови по компоненти пиксела, битови по каналу боје или битови по узорку (eng. bit per sample). Савремени стандарди имају тенденцију да користе битове по компоненти, али су историјски системи ниже дубине чешће користили битове по пикселу.
Дубина боје је само један аспект репрезентације боја, изражавајући прецизност са којом се количина сваког примарног може изразити; други аспект је колико широк спектар боја може бити изражен (гамут). Дефиниција и прецизност боја и гамута се постиже спецификацијом кодирања боја која додељује вредност дигиталног кода локацији у простору боја .
Број битова разрешеног интензитета у каналу у боји је такође познат као радиометријска резолуција, посебно у контексту сателитских снимака.

## Поређење
- Приказ исте слике на пет различитих дубина боје, где се може видети резултат компресоване величине датотеке.
- Датотека:24_bit.png16,777,216 боја

98 KB
- Датотека:8_bit.png256 боја

37 KB (−62%)
- Датотека:4_bit.png16 боја

13 KB (−87%)
- Датотека:2_bit.png4 боја

6 KB (−94%)
- Датотека:1_bit.png2 боја

4 KB (−96%)

## Индексирана боја
Са релативно малом дубином боје, сачувана вредност је типично број који представља индекс у мапи боја или палети (форма векторске квантизације ). Боје доступне у самој палети могу се поправити хардвером или софтвером. Палете које се могу мењати се понекад називају псеудобојне палете.
Стари графички чипови, посебно они који се користе у кућним рачунарима и конзолама за видео игре, често имају могућност да користе различите палете по спрaјтовима и плочицама како би повећали максималан број истовремено приказаних боја, док минимизирају употребу тада скупе меморије (и проток). На пример, у ZX Спектруму слика се чува у двобојном формату, али се ове две боје могу посебно дефинисати за сваки правоугаони блок од 8×8 пиксела.
Сама палета има дубину боје (број битова по уносу). Док су најбољи ВГА системи нудили само 18-битну (262.144 боја) палету из које су се могле бирати боје, сав Мекинтош видео хардвер у боји нуди 24-битну (16 милиона боја) палету. 24-битне палете су прилично универзалне за било који новији хардвер или формат датотеке који их користи.
Ако се уместо тога боја може директно одредити из вредности пиксела, то је „директна боја“. Палете су се ретко користиле за дубине веће од 12 бита по пикселу, пошто би меморија коју је потрошила палета премашила потребну меморију за директну боју на сваком пикселу.

## Списак уобичајених дубина

### 1-битна боја
Палета од две боје, често црно-беле (или које год боје је била фосфорна катодна цев) боје. Понекад је 1 значило црно, а 0 бело, што је супротно модерним стандардима. Већина првих графичких дисплеја је била овог типа и за такве дисплеје је развијен систем Х прозора. У касним 80-им постојали су професионални дисплеји са резолуцијама до 300 дпи (исто као савремени ласерски штампачи), али су се бојe показалe популарнијe.

### 2-битна боја
Четири боје, обично из избора фиксних палета. На 4-битној боји су се заснивали ЦГА графички процесор, рани модел NeXTstation у сивим скалама, Мекинтош у боји, као и Атари СТ средње резолуције.

### 3-битна боја
Осам боја боја, скоро увек све комбинације црвене, зелене и плаве пуног интензитета. Многи ранији кућни рачунари са ТВ екранима су се заснивали на 3-битној боји, укључујући ZX Спектрум и БиБиСи Микро .

### 4-битна боја
Шеснаест боја, обично из избора фиксних палета. Користи га ЕГА и најмањи заједнички именилац ВГА стандард при вишој резолуцији, Мацинтосх у боји, Атари СТ ниске резолуције, Kомодор 64, Амстрад 464 .

### 5-битна боја
Тридесет и две боје из програмабилне палете, коју користи оригинални Амига чипсет .

### 8-битна боја
Двеста педесет и шест боја, обично из потпуно програмабилне палете. Већина раних колор Јуникс радних станица, ВГА при ниској резолуцији, Супер ВГА, Мекинтош у боји, Атари ТТ, Амига АГА чипсет, Фалкон030, Акорн Архимедес користили су 8-битну боју. И Икс и Виндовс су обезбедили разрађене системе који су покушали да омогуће сваком програму да изабере сопствену палету, што често доводи до нетачних боја у било ком прозору осим у оном са фокусом.
Неки системи су поставили коцку боја у палету за систем директних боја (и тако би сви програми користили исту палету). Обично је обезбеђен мањи ниво плаве боје од других, пошто је нормално људско око мање осетљиво на плаву компоненту него на црвену или зелену (две трећине очних рецептора обрађују дуже таласне дужине ) Популарне величине су биле:
- 6×6×6 ( боје безбедне на интернету ), остављајући 40 боја за сиву рампу или уносећи у палету која се може програмирати.
- 8×8×4. 3 бита Р и Г, 2 бита Б, тачна вредност се може израчунати из боје без употребе множења. Коришћен, између осталог, у серији рачунара система МСКС2 почетком и средином 1990-их.
- коцка 6×7×6, остављајући 4 боје за програмабилну палету или сиве боје.
- коцка 6×8×5, остављајући 16 боја за програмабилну палету или сиве боје.

### 12-битна боја
Четири хиљаде деведесет и шест боја, обично из палете која се може потпуно програмирати (иако је често била подешена на обојену коцку 16×16×16). Неки системи Силикон Графикса, системи Color NeXTstation и Амига системи у ХАМ режиму имају ову дубину боје.
RGBА4444, сродна репрезентација од 16 бита по пикселу која пружа коцку у боји и 16 нивоа транспарентности, уобичајен је формат текстуре у мобилној графици.

### Висока боја (15/16-бит)
У системима високе боје, два бајта (16 бита) се чувају за сваки пиксел. Најчешће, свакој компоненти (R, G и B) је додељено 5 битова, плус један неискоришћен бит (или се користи за канал маске или за прелазак на индексирану боју); ово омогућава да буде представљено 32.768 боја. Међутим, алтернативно додељивање које поново додељује неискоришћени бит G каналу омогућава представљање 65.536 боја, али без транспарентности. Ове дубине боја се понекад користе у малим уређајима са екраном у боји, као што су мобилни телефони, а понекад се сматрају довољним за приказивање фотографских слика. Повремено се користе 4 бита по боји плус 4 бита за алфа, дајући 4096 боја.
Термин "висока боја" се користио и за означавање дубине боје веће од 24 бита.

### 18-битни
Скоро сви најјефтинији ЛЦД дисплеји пружају 18-битну боју (64×64×64 = 262,144 комбинације) да би се постиглo бржe време прелаза боје и користе или намерно примењен облик шума или контролу брзине кадрова да би се приближили 24-битној правој боји по пикселу, или потпуно одбацили 6 битова информација о боји. Скупљи ЛЦД уређаји (обично IPS - In-Plane Switching) могу да приказују 24-битну дубину боје или већу.

### Права боја (24-битна)
24 бита скоро увек користи по 8 бита од R, G и B (8 битова по боји). Од 2018. 24-битну дубину боје користи практично сваки екран рачунара и телефона и велика већина формата за складиштење слика. Скоро сви случајеви од 32 бита по пикселу додељују 24 бита боји, а преосталих 8 су алфа канал или се не користе.
2 24 даје 16,777,216 варијација боја. Људско око може да разликује до десет милиона боја, а пошто је опсег екрана мањи од опсега људског вида, то значи да би требало да покрије тај опсег са више детаља него што се може приметити. Међутим, дисплеји не распоређују равномерно боје у простору људске перцепције, тако да људи могу да виде промене између неких суседних боја као траке боја. Монохроматске слике постављају сва три канала на исту вредност, што резултира само 256 различитих боја; неки софтвер покушава да смањи ниво сиве у каналима боја да би то повећао, иако се у модерном софтверу ово чешће користи за субпикселно приказивање како би се повећала резолуција простора на ЛЦД екранима где боје имају незнатно различите позиције.
Стандарди за ДВД-Видео и Блу-реј диск подржавају дубину бита од 8 бита по боји у YCbCr фамилији просторних боја са 4:2:0 подузорака. YCbCr се може без губитака конвертовати у RGB.
Мекинтош системи називају 24-битну боју „милионима боја“. Термин права боја се понекад користи за означавање онога што овај чланак назива директном бојом. Такође се често користи да се односи на све дубине боја веће или једнаке 24.

### Дубока боја (30-бит)
Дубока боја се састоји од милијарду или више боја. 2 30 је 1,073,741,824. Обично се под овим подразумева 10 битова црвене, зелене и плаве (10 битова по боји). Ако се дода алфа канал исте величине, онда сваки пиксел узима 40 битова.
Неки ранији системи су поставили три 10-битна канала у 32-битну реч, са 2 бита која се не користе (или се користе као алфа канал на 4 нивоа). Неки Silicon Graphics системи су имали 10- (или више) битних дигитално-аналогних претварача за видео сигнал и могли су да се подесе тако да тумаче податке сачуване на овај начин за приказ. БМП датотеке дефинишу ово као један од својих формата, а Мајкрософт га назива "ХајКолор".
Видео картице са 10 битова по компоненти су почеле да долазе на тржиште касних 1990-их. Рани пример је била Radius ThunderPower картица за Мекинтош, која је укључивала проширења за QucikDraw и Адоби Фотошоп додатке за подршку уређивања 30-битних слика. Неки добављачи своју 24-битну дубину боје са FRC панелима називају 30-битним панелима; међутим, истински екрани дубоких боја имају дубину боје од 10 бита или више без FRC-а.
ХДМИ 1.3 спецификација дефинише дубину бита од 30 битовa (као и 36-битне и 48-битне дубине). У том смислу, Енвидиа Куадро графичке картице произведене након 2006. подржавају 30-битну дубоку боју и Паскал или новије ЏиФорс и Титан картице када су упарене са Студио Драјвер-ом, као и неки модели Радеон HD 5900 серије као што је HD 5970. ATI FireGL В7350 графичка картица подржава 40-битне и 64-битне пикселе (30 и 48-битна дубина боје са алфа каналом).
Спецификација ДисплејПорт -а такође подржава дубине боја веће од 24 бита по пикселу у верзији 1.3 кроз „ VESA Display Stream Compression, који користи алгоритам мале латенције без визуелних губитака заснован на предиктивном DPCM и YCoCg-R простору боја и омогућава повећане резолуције и дубине боје и смањену потрошњу енергије.“
На конверенцији Виндовсових хардвер инжењера 2008, Мајкрософт је најавио да ће дубине боја од 30 и 48 битова бити подржане у оквиру оперативног система Виндовс 7, заједно са широким распоном боја scRGB.

Од 2020. неки паметни телефони су почели да користе 30-битну дубину боје, као што је OnePlus8Pro, Oppo Find X2 и Oppo Find X2 Pro, Sony Xperia 1 II, Xiamoi Mi 10 Ultra, Motorola Edge+, ROG Phone 3 и Sharp Aquos Zero 2.

### 36-битни
Коришћење 12 бита по каналу боје производи 36 бита, тј. 68,719,476,736 боја. Ако се дода алфа канал исте величине, онда има 48 бита по пикселу.

### 48-битни
Коришћење 16 бита по каналу боје производи 48 бита, тј. 281,474,976,710,656 боја. Ако се дода алфа канал исте величине, има 64 бита по пикселу.
Софтвер за уређивање слика, као што је Адоби Фотошоп, почео је да користи 16 бита по каналу прилично рано како би смањио квантизацију међурезултата (тј. ако се операција подели са 4, а затим помножи са 4, изгубила би доња 2 бита од 8 битова података, али ако би се користило 16 бита, не би се изгубио ниједан од 8-битних података). Поред тога, дигиталне камере су могле да произведу 10 или 12 бита по каналу у својим сировим подацима; пошто је 16 бита најмања адресабилна јединица већа од тога, њено коришћење би омогућило манипулацију сировим подацима.

## Проширења

### Висок динамички опсег и широк спектар
Неки системи су почели да користе те битове за бројеве изван опсега 0–1, а не за повећање резолуције. Бројеви већи од 1 односили су се на боје светлије него што би екран могао да прикаже, као код снимања слика високог динамичког опсега. Негативни бројеви могу повећати гамут за покривање свих могућих боја и за чување резултата операција филтрирања са негативним коефицијентима филтера. Pixar Image Computer је користио 12 битова за складиштење бројева у опсегу [-1,5,2,5), са 2 бита за цео број и 10 за разломак. Систем за обраду слике Cineon користио је 10-битне професионалне видео екране са видео хардвером подешеним тако да је вредност од 95 била црна, а 685 бела. Појачани сигнал је имао тенденцију да смањи животни век CRT-а.

### Линеарни простор боја и плутајућа тачка
Више битова је такође подстакло складиштење светлости као линеарне вредности, где број директно одговара количини емитоване светлости. Линеарни нивои чинe прорачун светлости (у контексту компјутерске графике) много лакшим. Међутим, линеарна боја резултира несразмерно више узорака близу беле и мање близу црне, тако да је квалитет 16-битне линеарне приближно једнак 12-битном sRGB .
Бројеви са плутајућим зарезом могу представљати линеарне нивое светлости у полулогаритамском размаку између узорака. Представе са помичним зарезом такође омогућавају драстично веће динамичке опсеге као и негативне вредности. Већина система је прво подржавала 32-бита по каналу једноструке прецизности, што је далеко премашило тачност потребну за већину апликација. 1999. Industrial Light & Magic је објавио отворени стандардни формат датотеке слике OpenEXR који је подржавао 16-битне полупрецизне бројеве с покретним зарезом по каналу. На вредностима близу 1,0, полупрецизне вредности са покретним зарезом имају само прецизност 11-битне вредности целог броја, што је довело до тога да неки графички професионалци одбију полупрецизност у ситуацијама када проширени динамички опсег није потребан.

### Више од три предизборна избора
Практично сви телевизијски и компјутерски екрани формирају слике варирањем јачине само три основне боје : црвене, зелене и плаве. На пример, светло жута се формира од приближно једнаких црвених и зелених доприноса, без плавог доприноса.
За чување и манипулацију сликама, постоје алтернативни начини проширења традиционалног троугла: Може се конвертовати кодирање слике у коришћење фиктивних примарних, које нису физички могуће, али које имају ефекат проширења троугла да би се обухватио много већи распон боја. Еквивалентна, једноставнија промена је дозволити негативне бројеве у каналима боја, тако да представљене боје могу да се протежу ван троугла боја који формирају примарни. Међутим, они само проширују боје које могу бити представљене у кодирању слике; ниједан трик не проширује распон боја које се заправо могу приказати на уређају за приказ.
Допунске боје могу да прошире гаму боја екрана, пошто више нису ограничене на унутрашњост троугла формираног од три примарне боје на његовим угловима. 

Пошто су људи у великој већини трихромати или дихромати , могло би се претпоставити да додавање четврте „примарне“ боје не може пружити никакву практичну корист. Међутим, људи могу да виде шири спектар боја него што може да прикаже мешавина светла у три боје. Дефицит боја је посебно приметан у засићеним нијансама плавичастозелене (приказане као леви горњи сиви део потковице на дијаграму) RGB екрана: Већина људи може да види живописније плаво-зелене боје него што може да прикаже било који видео екран у боји.

## Фусноте
1. ↑  The cathode ray tube monitor (CRT) is obsolete technology, but its more limited color-rendering clearly illustrates the problem that LCD monitors also have, despite their somewhat broader color gamut.
2. ↑  Some women have tested as functional tetrachromats but they are exceedingly rare.[27] Less rare are "color blind" dichromats, who theoretically would only need two primary colors.